# Parafia Ducha Świętego w Grudziądzu
Parafia Ducha Świętego w Grudziądzu – parafia rzymskokatolicka w diecezji toruńskiej, w dekanacie Grudziądz I, z siedzibą w Grudziądzu. Erygowana 8 marca 1980.

## Historia
- 8 marca 1980 – powołanie parafii przy kościele św. Ducha przez biskupa chełmińskiego Bernarda Czaplińskiego.

## Kościół parafialny
- Kościół parafialny, jeden z najstarszych w Grudziądzu, został ufundowany wraz ze szpitalem w XIII w., stanowiąc odrębną prepozyturę.

## Ulice należące do parafii
- Mickiewicza od Rynku do Sienkiewicza (nr 6–26), lewa strona Rynku (nr 8, 9, 10), Reja, Spichrzowa od Reja do Bramy Wodnej, Pańska, Poprzeczna, Szewska, Szkolna, Klasztorna, część Murowej, Małogroblowa, część Placu Niepodległości/nr 7, 8/, Aleja 23 Stycznia, Rybacka, Marcinkowskiego, Toruńska, Portowa, część Curie-Skłodowskiej (nr 12–18) do Sienkiewicza, część Chełmińskiej (nr 1–23)